# Низкотелая дуссумиерия
Низкотелая дуссумиерия (лат. Dussumieria elopsoides ) — вид лучепёрых рыб семейства сельдевых. Эти морские пелагические рыбы обитают в субтропических водах Индийского-Тихоокеанской области между 36° с. ш. и 19° ю. ш. и между 32° в. д. и 164° в. д. Тело веретенообразное, покрыто циклоидной чешуёй, голова голая. Максимальная длина 20 см. Встречаются на глубине до 50 м. Питаются планктоном. Являются объектом коммерческого промысла.

## Ареал и среда обитания
Низкотелая дуссумиерия обитает в Индийском океане от Суэцкого канала и Красного моря, вдоль побережья Пакистана, Индии и Малайзии до западной части Тихого океана (Китай и Соломоновы острова). Эта морская пелагическая рыба встречается в прибрежных водах.

## Описание
Прогонистое, немного уплощённое с боков тело покрыто крупной циклоидной чешуёй, высота тела в 4,6—6,3 раза меньше длины. Брюхо округлое, киль отсутствует (у основания брюшных плавников имеется одна килевидная чешуйка в форме буквы W). Спинной плавник расположен ближе к хвостовому плавнику, чем к рылу. Анальный плавник маленький. Брюшные плавники находятся напротив спинного плавника. Хвостовой плавник вильчатый. Длина небольшой головы в 4 раза меньше длины тела и в 3,6 раз больше длины рыла. Длина верхней челюсти крупного рта равна примерно 80 % длины рыла, челюсть немного не достигает края глазной орбиты. Предчелюстная кость прямоугольная, образует характерную форму рта. На челюстях, сошнике, языке и крыловидной кости имеются мелкие зубы. Жаберные тычинки ланцетовидные. Имеется тонкое жировое веко. В спинном плавнике 16—18 лучей; в анальном 14—18; в грудных 14—15; в брюшных 8; тычинок на 1-й жаберной дуге 21—32; в боковой линии 42—46 чешуй; лучей жаберной перепонки 13—17. Окраска дорсальной поверхности серо-коричневого цвета, голова и бока светло-коричневые, брюхо серебристое, спинной и хвостовой плавники светло-коричневые, анальный и брюшные плавники — беловатые. Полоса вдоль заднего края чешуи отсутствует.
Максимальная длина 20 см.

## Биология
Эти подвижные рыбы совершают короткие миграции в пределах района обитания. Достигают половой зрелости при длине тела 13—15 см в возрасте примерно 2 года. Продолжительность жизни оценивается в 4—5 лет. В нерестовом стаде преобладают рыбы возрастом 2—3 года и размерами 14—17 см. Рацион низкотелой дуссумиерии состоит из зоопланктона.

## Взаимодействие с человеком
Эти рыбы служат объектом местного промысла. Международный союз охраны природы ещё не оценил охранный статус вида.